# Nenad Medić
Nenad Medić (Cyrillisch: Ненад Медић - Apatin, 21 december 1982) is een Servisch-Canadees professioneel pokerspeler. Hij won onder meer het $9.700 World Poker Tour Championship Event - No Limit Hold'em van de World Poker Finals 2006 (goed voor $1.717.194,- prijzengeld) en het $10.000 World Championship Pot Limit Hold'em van de World Series of Poker 2008 (goed voor $794.112,-). Medić won tot en met juni 2014 meer dan $4.500.000,- met pokertoernooien (cashgames niet meegerekend).
Medić werd geboren in Joegoslavië, maar verhuisde op zijn vijfde met zijn ouders naar Canada. Daar begon hij op zijn 21e met pokeren. Voorheen leek hij vooral talent te hebben voor basketbal, waarbij zijn lengte van 1.96 meter hem goed van pas kwam.

## Wapenfeiten
Medić liet tijdens zijn overwinning op het $9.700 World Poker Tour Championship Event - No Limit Hold'em van de World Poker Finals 2006 een finaletafel achter zich met daaraan E.G. Harvin, Mimi Tran, Kathy Liebert, Mike Perry en Michael Omelchuck. Het $10.000 World Championship Pot Limit Hold'em van de WSOP 2008 won hij door aan de finaletafel Mike Sexton, Mike Sowers, Amit Makhija, Chris Bell, Phil Laak, Kathy Liebert, Patrik Antonius en ten slotte Andy Bloch te overleven.
Naast zijn World Series of Poker (WSOP)- en World Poker Tour (WPT)-titels won Medić hoge prijzengelden met onder meer zijn:
- zesde plaats op het $7.800 WPT Main Event - No Limit Hold'em-toernooi van het 2005 PokerStars Caribbean Adventure ($112.500,-)
- derde plaats op het A$10.000 Main Event - No Limit Hold'em van de Crown Australian Poker Championships 2006 ($275.718,-)
- derde plaats op het WPT $9.700 No Limit Hold'em - Championship Event van de World Poker Finals 2007 ($486.367,-)
- vierde plaats op het $15.000 WPT Championship van de 6th Annual Festa Al Lago Classic in 2008 ($373.010,-)
- vierde plaats op het $1.500 Pot Limit Omaha-toernooi van de World Series of Poker 2010 ($74.946,-)

## WSOP
| Jaar                       | Toernooi                                     | Prijs      |
| -------------------------- | -------------------------------------------- | ---------- |
| World Series of Poker 2008 | $10.000 Pot-Limit Hold'em World Championship | $794.112,- |